# Габасов, Рафаил Фёдорович
Рафаил Фёдорович Габасов (17 декабря 1935, Магнитогорск, Челябинская область, РСФСР, СССР — 8 мая 2020, Минск, Республика Беларусь) — советский и белорусский математик, доктор физико-математических наук, Заслуженный деятель науки БССР (1982). Член Петровской академии наук и искусств в Санкт-Петербурге (1993). Член редколлегии журнала «Журнал БГУ. Математика. Информатика».

## Биография
Родился 17 декабря 1935 года в Магнитогорске Челябинской области в семье рабочего.
После окончания семилетней школы, а затем индустриального техникума поступил на механический факультет Уральского политехнического института в Свердловске, который окончил в 1958 г. Там же, закончив аспирантуру, в 1963 г. защитил кандидатскую диссертацию на тему «Некоторые вопросы качественной теории регулируемых систем», в которой для решения задач устойчивости движения и оптимального управления развил методы расчетов, предложенные его научными руководителями — академиками Е. А. Барбашиным и Н. Н. Красовским.
С 1964 по 1967 г. Р. Габасов работал старшим научным сотрудником в Уральском филиале Академии наук СССР. В конце 1967 года переехал в Минск и возглавил только что созданную на математическом факультете БГУ кафедру прикладной математики. В 1970 г. кафедра стала структурным подразделением нового факультета прикладной математики и была переименована в кафедру методов оптимального управления. Р. Габасов руководил ею до июля 2000 г., в настоящее время работает на кафедре в должности профессора.
В 1968 году защитил диссертацию на соискание ученой степени доктора физико-математических наук на тему «Математические вопросы оптимизации систем управления», в которой были получены фундаментальные результаты по проблеме управляемости систем с запаздываниями (или с последействиями), теории существования оптимальных управлений, открыт принцип квазимаксимума для дискретных систем, построена теория особых управлений, обоснована универсальная форма представления необходимых условий оптимальности с помощью вариационных производных.
В 1971 году присвоено учёное звание профессора.

## Научная деятельность
С 1960-х гг. Рафаил Габасов работает в тесном контакте с Фаиной Михайловной Кирилловой. Сегодня невозможно разделить их вклад в развитие мировой научной мысли. Они являются создателями белорусской научной школы по оптимизации и оптимальному управлению.
В начале 1970-х совместно с Ф. М. Кирилловой предложил и научно обосновал ранее не использовавшийся подход к решению задач линейного программирования, на базе которого были созданы методы и алгоритмы решения задач математического программирования и оптимального управления. Эти работы положили начало крупному направлению, известному как конструктивные методы оптимизации. Все полученные алгоритмы были реализованы учениками в виде программ для ЭВМ и изданы в серии выпусков по программному обеспечению экстремальных задач «Адаптивная оптимизация» (1983—1993), редактором которых в 1983—1993 годах был Р. Габасов.
В конце 80-х гг. XX в. Р. Габасов и Ф. М. Кириллова вместе с учениками приступили к исследованию более сложных задач. Они обнаружили, что разработанные ими до того времени методы по конструктивной теории оптимального управления могут быть использованы не только для выявления потенциальных возможностей математических моделей, но и для решения задач управления реальными объектами.
В начале 1990-х гг. он предложил новый подход к решению проблемы синтеза оптимальных систем, который позволил исследовать классическую задачу регулирования, задачи стабилизации ограниченными управлениями, демпфирования колебаний, инвариантности динамических систем. Им разработаны быстрые алгоритмы программной и позиционной оптимизации нелинейных систем в условиях неопределенности. За цикл работ по конструктивной теории экстремальных задач в 1995 г. Р. Габасову присуждена премия Академии наук Республики Беларусь.
Результаты научной деятельности Р. Габасова широко известны во всём мире. Он выступал с докладами на самых представительных научных форумах, читал лекции в университетах многих стран Европы, Азии и США. Р. Габасов неоднократно получал гранты Фонда фундаментальных исследований и Министерства образования Республики Беларусь, а также Фонда Сороса на проведение научных исследований.
Как правило, профессор Р. Габасов читает лекции на основе собственных научных и научно-методических разработок. По его убеждению, лектор должен внести свой вклад в область тех знаний, которые он передает студентам. Поэтому после создания на факультете прикладной математики и информатики специальности «Экономическая кибернетика» Р. Габасов приступил к исследованию задач оптимизации экономических процессов.
Подготовил 10 докторов и 67 кандидатов наук. Многие из них работают в НАН Беларуси, во многих в университетах и научных центрах СНГ, США, Австралии, Германии, Болгарии, Литвы, Израиля, Китая, КНДР, Вьетнама, Сирии, Афганистана, Алжира, Гвинеи.

## Награды и премии
В 1982 г. Р. Габасову присвоено звание «Заслуженный деятель науки БССР».
За цикл работ по конструктивной теории экстремальных задач в 1995 году удостоен премии Академии наук РБ.
За заслуги в подготовке специалистов высокой квалификации в 2000 году вручена Почётная грамота Президиума ВАК Беларуси.
В 2001 году — медаль СР Вьетнам «За заслуги в просвещении».
В 1995 году награждён Почётной грамотой Верховного Совета Республики Беларусь.
Почётный доктор наук Иркутского государственного университета (1995).
В 2005 году награждён нагрудным знаком «Отличник образования».
В 2010 году ему присвоено почётное звание «Заслуженный работник Белорусского государственного университета».
За плодотворную деятельность в сфере образования Р. Габасов неоднократно награждался Почётными грамотами БГУ, Минвуза БССР и Министерства образования Республики Беларусь.

## Основные труды
Опубликовал более 600 научных работ, в том числе 8 монографий:
1. Качественная теория оптимальных процессов [Текст] / Р. Ф. Габасов, Ф. М. Кириллова. — Москва : Наука, 1971. (в 3 ч., переведена в США);
2. Оптимизация линейных систем : Методы функцион. анализа / Р. Ф. Габасов, Ф. М. Кириллова. — Минск : Изд-во БГУ, 1973. (переведена в США и Японии);
3. Особые оптимальные управления / Р. Ф. Габасов, Ф. М. Кириллова. — Москва : Наука, 1973. (переведена в США и переиздана в России в 2013 г);
4. Принцип максимума в теории оптимального управления / Р. Ф. Габасов, Ф. М. Кириллова ; Ред. В. В. Альсевич. — Минск : Наука и техника, 1974. (переиздана в России в 2013 г);
5. Основы динамического программирования / Р. Ф. Габасов, Ф. М. Кириллова. — Минск : Изд-во БГУ, 1975.
6. Методы линейного программирования / Р. Габасов, Ф. М. Кириллова. — Минск : Изд-во БГУ, 1977. Ч. 2: Транспортные задачи. — 1978. Ч. 3. Специальные задачи. — Минск : Изд-во БГУ, 1980. (переиздана в России в 2010 г.);
7. Конструктивные методы оптимизации / Р. Габасов, Ф. М. Кириллова, А. И. Тятюшкин. — Минск : изд-во «Университетское», 1984-. Ч. 1. Линейные задачи. — Минск : изд-во «Университетское», 1984. Ч. 2. Задачи управления / Р. Габасов, Ф. М. Кириллова. — Минск : изд-во «Университетское», 1984. Ч. 3,Сетевые задачи. — Минск : Университетское, 1986. Ч. 4: Выпуклые задачи / Р. Габасов, Ф. М. Кириллова, О. И. Костюкова, В. М. Ракецкий. — Минск : Университетское, 1987. Ч. 5 : Нелинейные задачи / Р. Габасов, Ф. М. Кириллова, О. И. Костюкова, В. М. Ракецкий. — Минск : Універсітэцкае, 1998.
8. Optimal feedback control / Gabasov, Rafail. — London : Springer, 1995.

Учебные пособия:
1. Методы оптимизации: учебное пособие для студентов математических факультетов высших учебных заведений / Р. Габасов, Ф. М. Кириллова. — Минск : Издательство Белорусского государственного университета, 1975. (переиздания 1981, 2011 гг., переведено в США);
2. Оптимизация линейных экономических моделей. — Минск: БГУ, 2000.